# Goatwhore
Goatwhore – amerykański zespół grający Blackened death metal, powstały w Thibodaux, Luizjana, w roku 1997.

## Muzycy
Obecny skład zespołu
- Sammy Duet - gitara elektryczna, śpiew
- Louis Benjamin Falgoust II - śpiew
- Zack Simmons - perkusja
- Nathan Bergeron - gitara basowa

Goathwhore, Party.San 2016
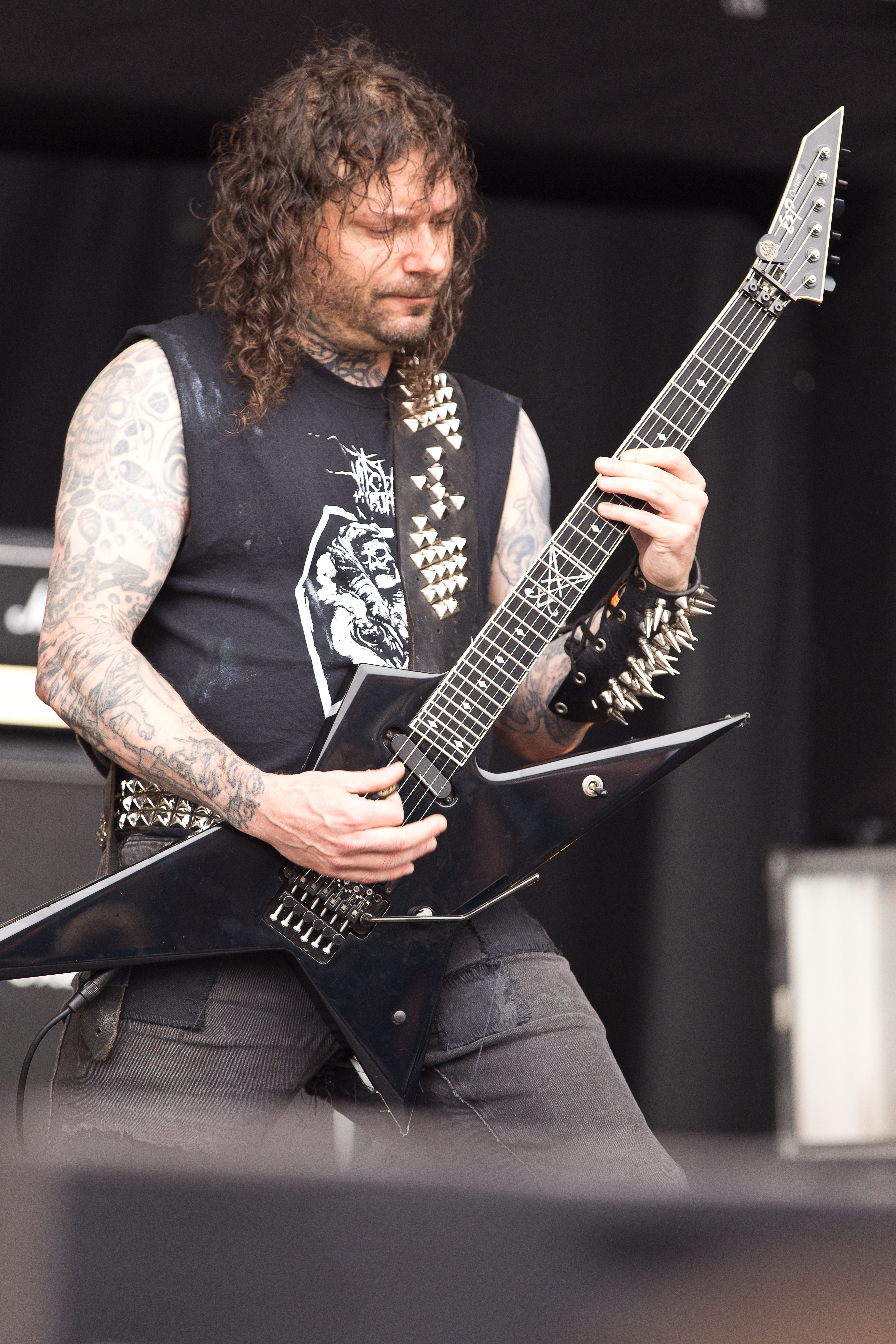
Sammy Duet
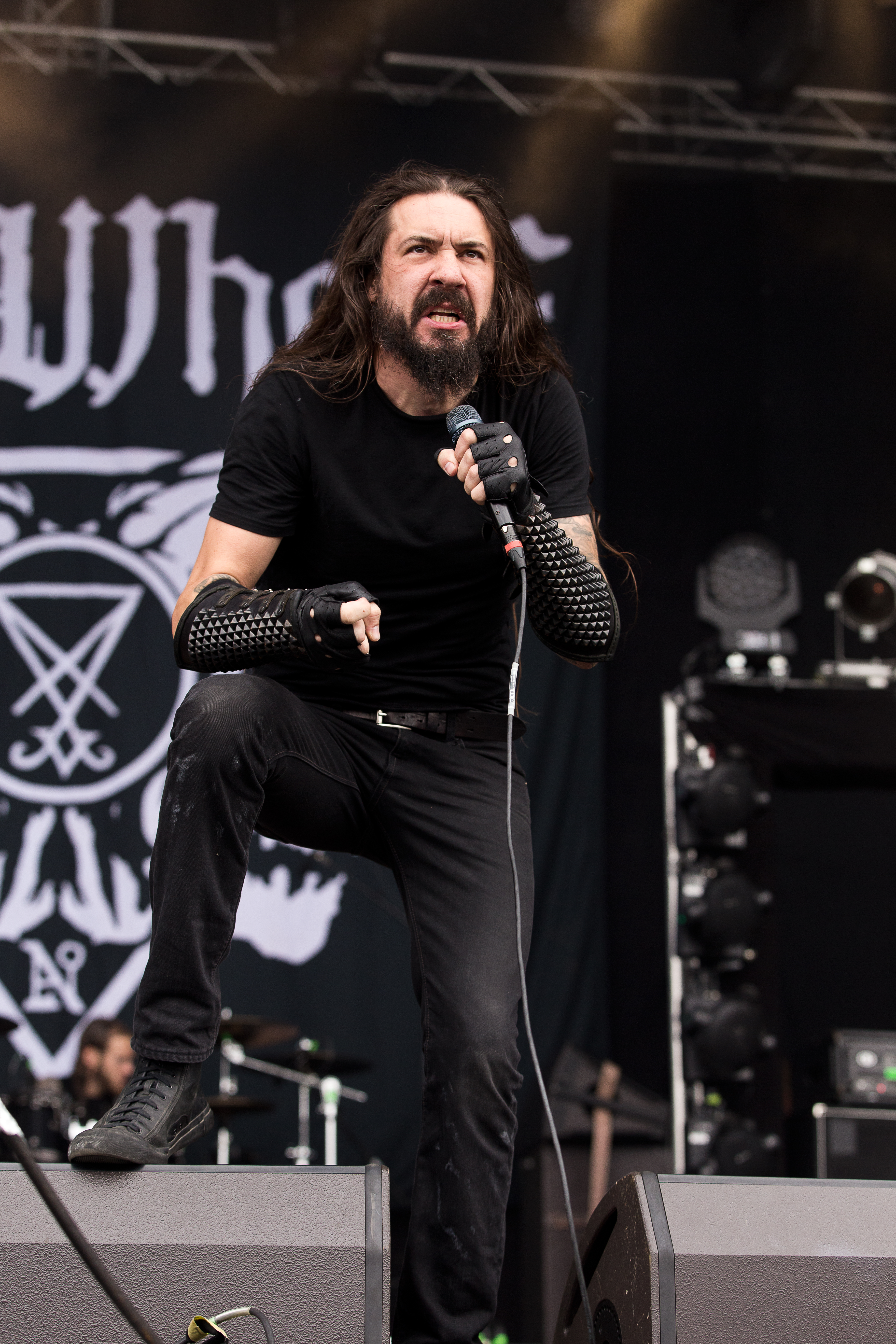
Louis Benjamin Falgoust
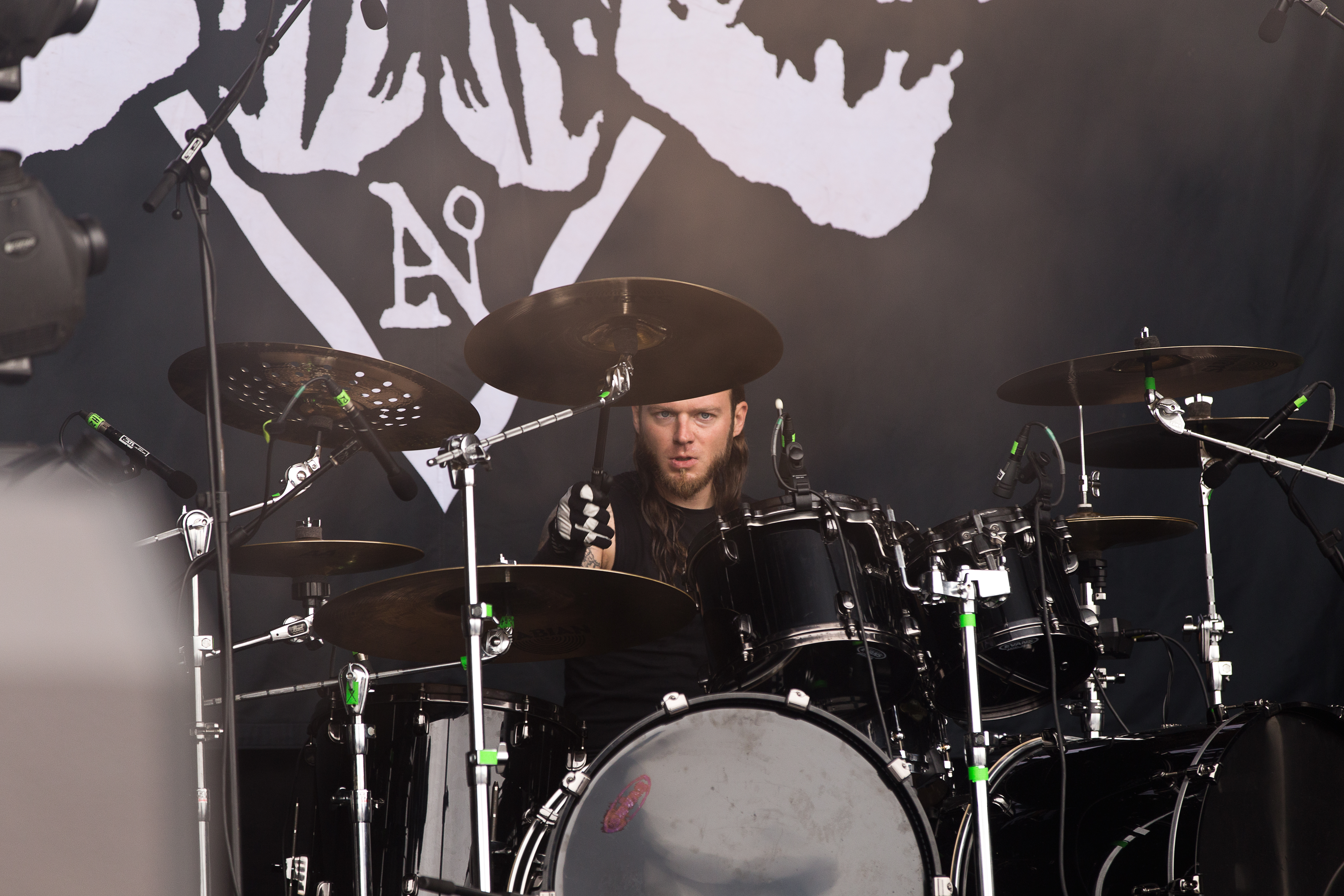
Zack Simmons
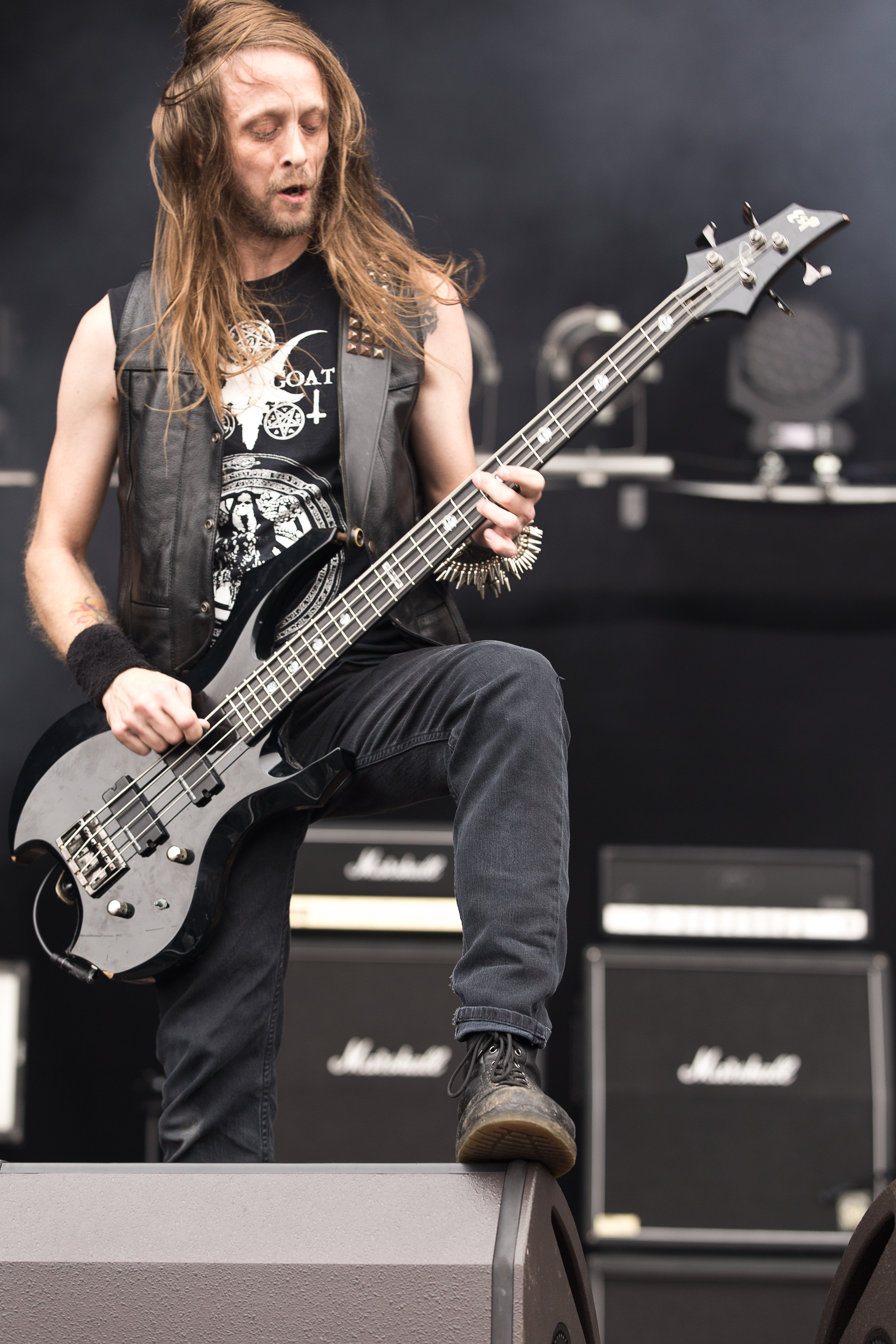
James Harvey

Byli członkowie zespołu
- Ben Stout - gitara elektryczna (1997-2002)
- Zak Nolan - perkusja (1997-2003)
- Patrick Bruders - gitara basowa (1997-2004)
- Tim Holsinger - gitara elektryczna (2002-2003)
- Jared Beniot - śpiew (1997)

## Dyskografia
- (1998) Serenades to the Tide of Blood (Demo)
- (2000) The Eclipse of Ages into Black
- (2003) Funeral Dirge For The Rotting Sun
- (2003) Goatwhore/Epoch of Unlight (Split 7")
- (2006) A Haunting Curse
- (2009) Carving Out the Eyes of God
- (2014) Constricting Rage of the Merciless
- (2017) „Vengeful Ascension”

## Wideografia
- (2003) Blood Guilt Eucharist
- (2006) Alchemy Of The Black Sun Cult
- (2007) Forever Consumed Oblivion